# Niedopasowanie przestrzenne

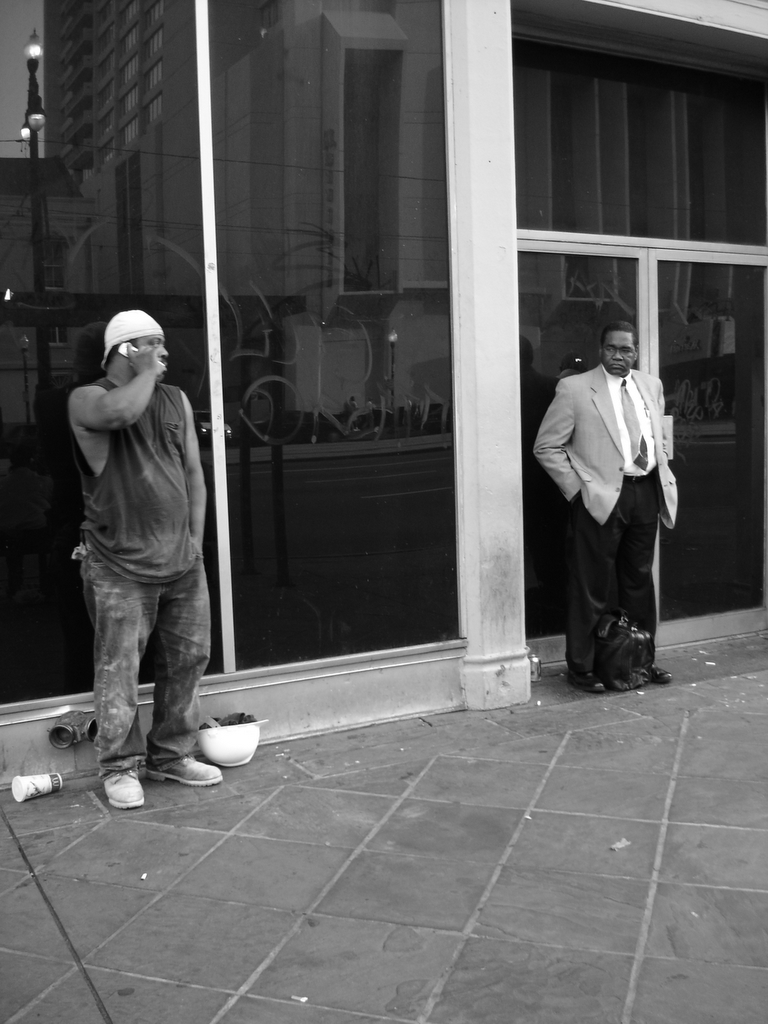
W teorii niedopasowania przestrzennego miejsca pracy dla nisko wykwalifikowanych pracowników są zlokalizowane daleko od miejsc, w których oni żyją

Niedopasowanie przestrzenne jest to socjologiczne, ekonomiczne i polityczne zjawisko związane z ekonomicznymi przemianami, w którym możliwości zatrudnienia dla słabo wykształconych i posiadających niskie kwalifikacje pracowników są zlokalizowane daleko od miejsc przez nich zamieszkałych. W Stanach Zjednoczonych przybiera to formę dużej koncentracji biedy w centrach miast, z dużymi możliwościami zatrudnienia dla nisko wykwalifikowanych pracowników na przedmieściach.
Termin ten został pierwszy raz użyty przez Johna F. Kaina w 1968.. W książce The Truly Disadvantaged: The Inner City, the Underclass, and Public Policy (1987), William Julius Wilson był wczesnym i jednym z pierwszych wyrazicieli teorii niedopasowania przestrzennego, które doprowadziło do rozwoju klasy społecznej żyjącej w gettach w Stanach Zjednoczonych.

## Historia

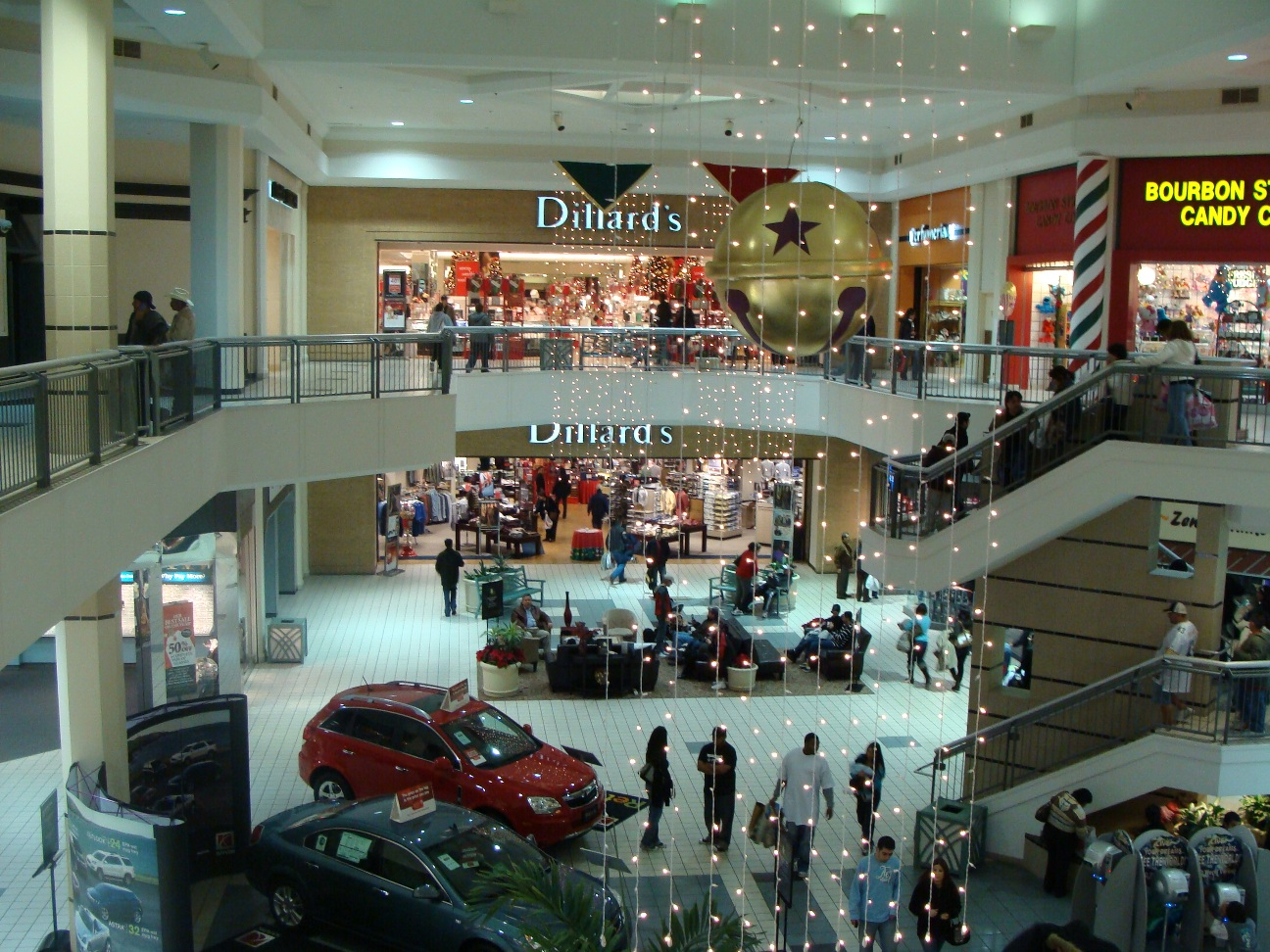
Centra handlowe budowane na przedmieściach przesunęły miejsca pracy z centrów wielkich miast

Po pierwszej wojnie światowej wielu bogatych Amerykanów zaczęło przenosić swoje miejsca zamieszkania z centrów miast na przedmieścia. W drugiej połowy dwudziestego wieku, domy towarowe podążyły za trendem przenoszenia się ludności i otwierały swoje placówki na przedmieściach. W 1968 r. J. F Kain sformułował "hipotezy teorii niedopasowania przestrzennego", chociaż nie użył dokładnie tego sformułowania. W teorii tej spekulował, że pracownicy o czarnym kolorze skóry rezydują w wydzielonych strefach, które są daleko oddalone i słabo skomunikowane z głównymi centrami rozwojowymi miast. Zjawisko niedopasowania przestrzennego ma wiele konsekwencji dla mieszkańców centrów miast, którzy są zależni od zajęć wymagających niewielkich umiejętności. Dla przykładu wzrost odległości od centrów pracy może prowadzić do zwiększenia stopy bezrobocia i rozrostu biedy w regionie.

## Czynniki niedopasowania przestrzennego
W książce The Mechanisms of Spatial Mismatch (2007), Laurent Gobillon, Harris Selod i Yves Zenou zasygnalizowali istnienie siedmiu różnych czynników powodujących zjawisko niedopasowania przestrzennego. Trzy z tych czynników są związane z dostępnością pracowników i ich inicjatywą. Pozostałe akcentują niechęć pracodawców do zmiany stereotypów o negatywnej efektywności pracy ludzi mieszkających w centrach miast oraz mniejszości narodowych.

### Możliwości podjęcia pracy przez pracowników

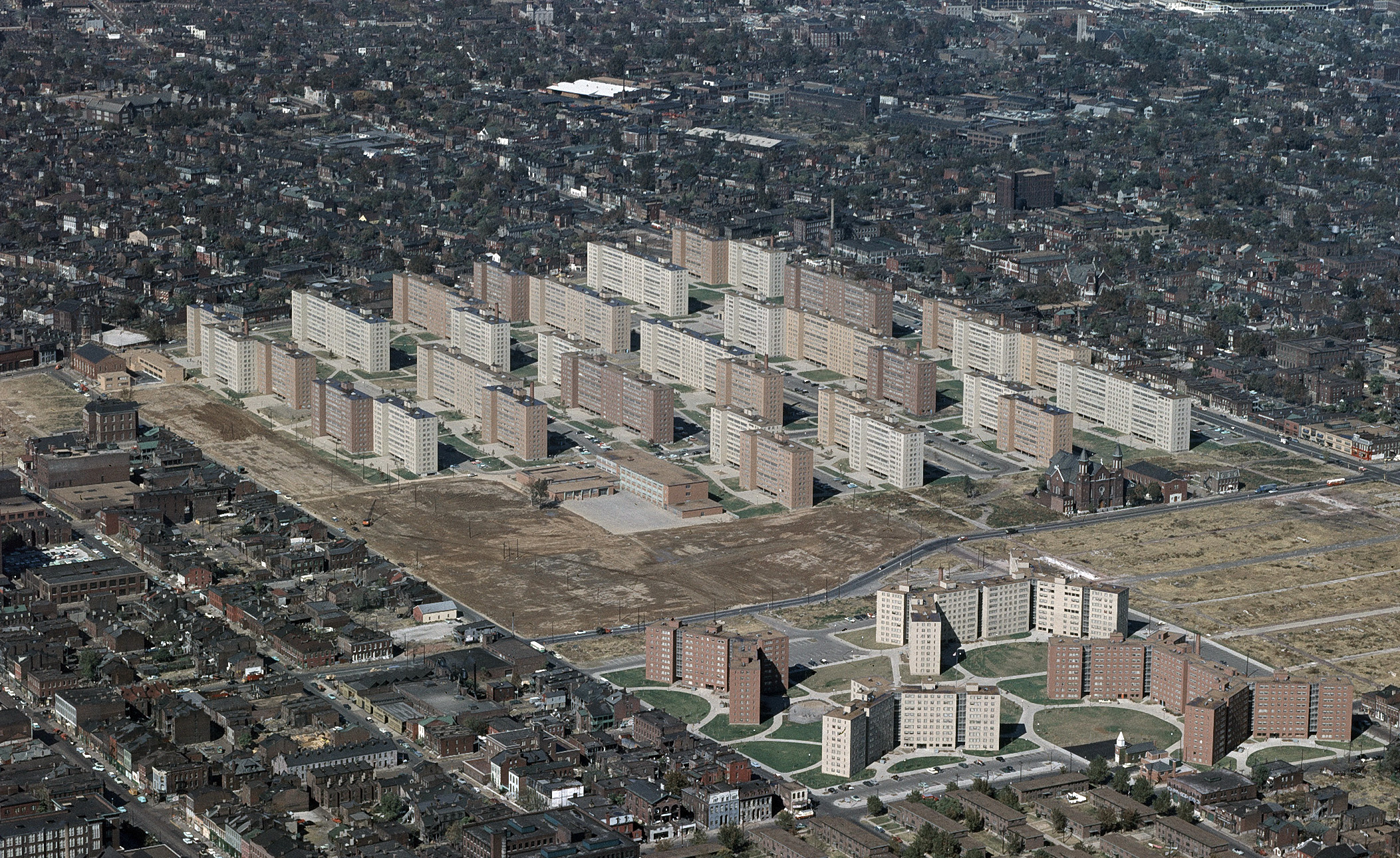
Urbanistyczne projekty przebudowy miast takie jak Pruitt-Igoe w St. Louis skoncentrowały i oddzieliły pracowników od otoczenia i miejsc pracy. Projekty te stworzyły klasę gett w Ameryce

1. Koszty dojazdu do pracy przez pracowników centrów miast jest widziany jako przeszkoda w dojeździe na rozmowę kwalifikacyjną w sprawie pracy jak również dla późniejszych codziennych dojazdów do pracy. Innymi słowy, samochód może być zbyt drogi w utrzymaniu dla niektórych pracowników i muszą oni polegać na transporcie publicznym. Transport ten jest problematyczny, w znaczeniu, że nie zawsze jest on wystarczająco szybki i w dodatku może się nie zatrzymywać we wszystkich miejscach, gdzie zlokalizowane są miejsca pracy.
2. Dostęp do informacji o miejscach pracy maleje w miarę oddalania się od centrów, gdzie zlokalizowane są miejsca pracy. Ludzie, którzy żyją z dala od centrów pracy, są z reguły gorzej poinformowani o potencjalnie tworzonych nowych miejscach pracy, niż ludzie, którzy żyją bliżej takich centrów. Dlatego sieć kontaktów oraz informacyjne efekty zewnętrzne są głównymi punktami przewagi, które pozwalają uzyskać informacje o potencjalnych nowo tworzonych miejscach pracy.
3. Brakuje inicjatywy wśród ludzi mieszkających daleko od miejsc koncentracji pracy do intensywnego poszukiwania zatrudnienia. Gobillion, Selod and Zenou uważają, że mniejszości kulturowe bardziej lub mniej wykonują rachunek, w którym biorą pod uwagę krótkoterminową stratę i długoterminowe korzyści. Krótkoterminowa strata dotyczy robienia częstych podróży do oddalonych miejsc pracy. Natomiast długoterminowa korzyść dotyczy uzyskania stałej pracy i wyższych zarobków. Nieszczęśliwie mniejszości kulturowe wyżej cenią krótkoterminową stratę od długoterminowych korzyści, co prowadzi do zaprzepaszczenia możliwości otrzymania pracy na przedmieściach.
4. Istnieje problem wysokich kosztów poszukiwania pracy przez ludzi mieszkających w centrach miast na terenach przedmieść. Może być to powiązane z płaceniem agencji pracy za rozszerzenie jej działalności poza centra miast lub zlokalizowanie agencji pracy na przedmieściach.